# Lísecký potok (přítok Bystřice)
Lísecký potok je menší vodní tok v Hornosvratecké vrchovině, pravostranný přítok Bystřice v okrese Žďár nad Sázavou v Kraji Vysočina. Délka toku měří 1 km,

## Průběh toku
Potok pramení na kraji lesa za obcí Lísek pod Lhotským kříbem (695 m) v nadmořské výšce 684 metrů. Potok zprvu teče západním směrem, posléze se stáčí k jihu. Jihozápadně od Lísku se Lísecký potok zprava vlévá do Bystřice v nadmořské výšce 605 metrů.